# Коллибия веретеноногая
Колли́бия веретеноно́гая (лат. Collybia fusipes) — гриб семейства Негниючниковые. 

Синонимы
- Русские: денежка веретеноногая
- Латинские:
  - Agaricus crassipes Schaeff., 1774 basionym
  - Agaricus fusipes Bull., 1783
  - Collybia fusipes (Bull.:Fr.) Quel., 1872
  - Collybia contorta (Bull.) Raithelh., 1979

## Описание
Плодовое тело шляпконожечное 

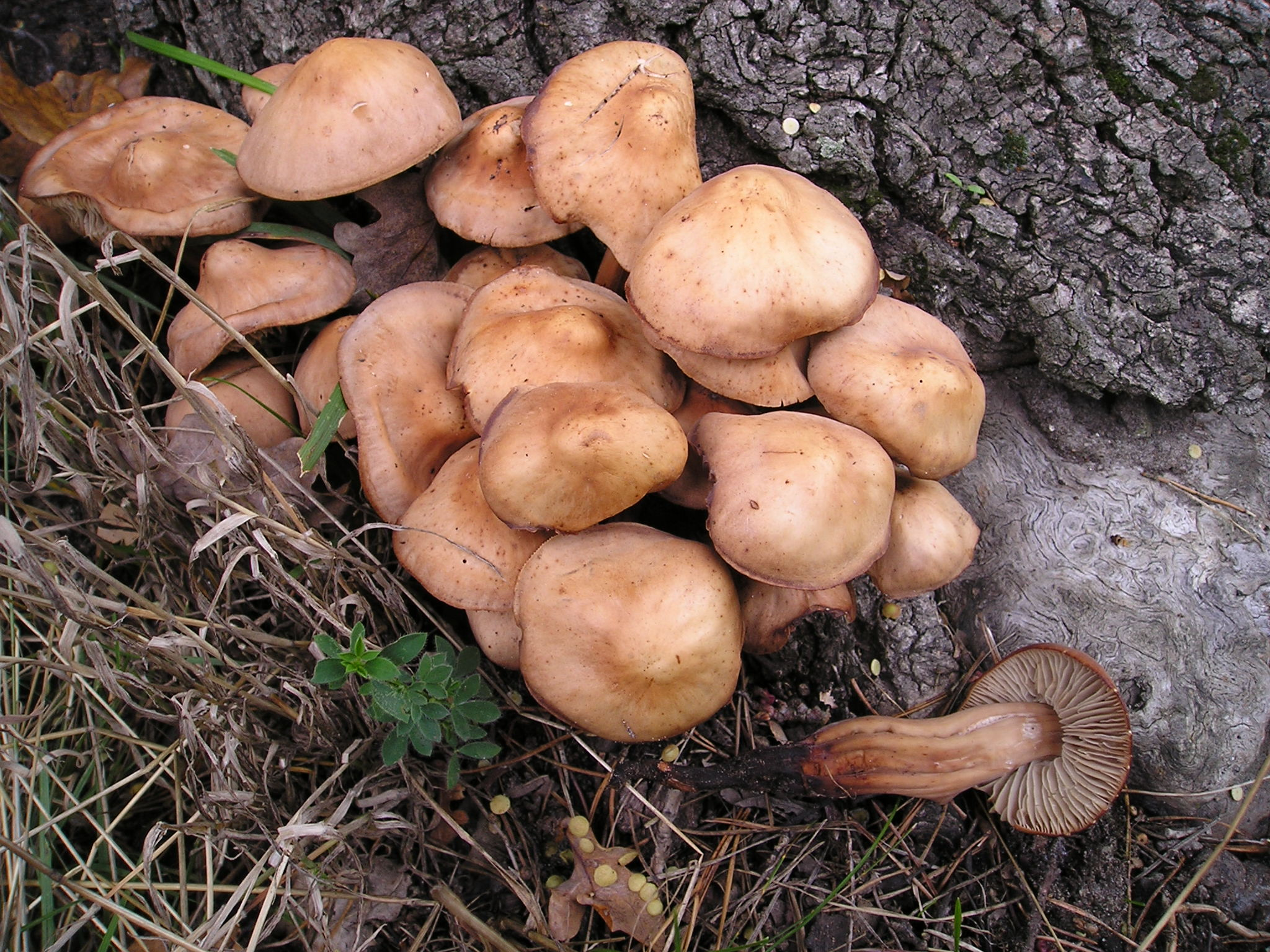
Зрелые плодовые тела

Шляпка 4—8 см, в раннем возрасте выпуклая, затем более плоская, с тупым бугорком, часто неправильной формы. Цвет красно-коричневый, позже более светлый. 

Мякоть беловатая, мясистая, со светлыми волокнами, жёсткая. Вкус мягкий, запах слабо различим. 

Ножка 4—8 × 0,5—1,5 см, того же цвета, что и шляпка, у основания темнее. Форма веретеновидная, утончённая у основания, с корневидным выростом, глубоко проникающим в субстрат; вначале сплошная, затем полая. Поверхность бороздчатая, морщинистая, часто продольно закрученная. 

Пластинки слабоприросшие или свободные, редкие, различной длины. Цвет — от беловатого до кремового, с ржаво-коричневыми пятнами. 

Остатки покрывала отсутствуют.
Споровый порошок белый. 

Споры 5 × 3,5 мкм, широкоовальные.

## Экология и распространение
Сапротроф или слабый паразит, растёт на пнях, стволах и корнях старых лиственных деревьев, часто на дубах и буках. 

Распространён в лиственных лесах Европы. 

Сезон: с июня по октябрь. Плодоносит большими сростками.

## Сходные виды
Опёнок зимний — условно-съедобный гриб.

## Пищевые качества
Обычно гриб считают несъедобным. Однако некоторые авторы (Жерар Уду) утверждают, что самые молодые плодовые тела можно употреблять, они обладают изысканным вкусом. Старые же могут вызывать слабое отравление.